# 聖博里斯峰
62°40′32″S 60°11′33″W / 62.67556°S 60.19250°W

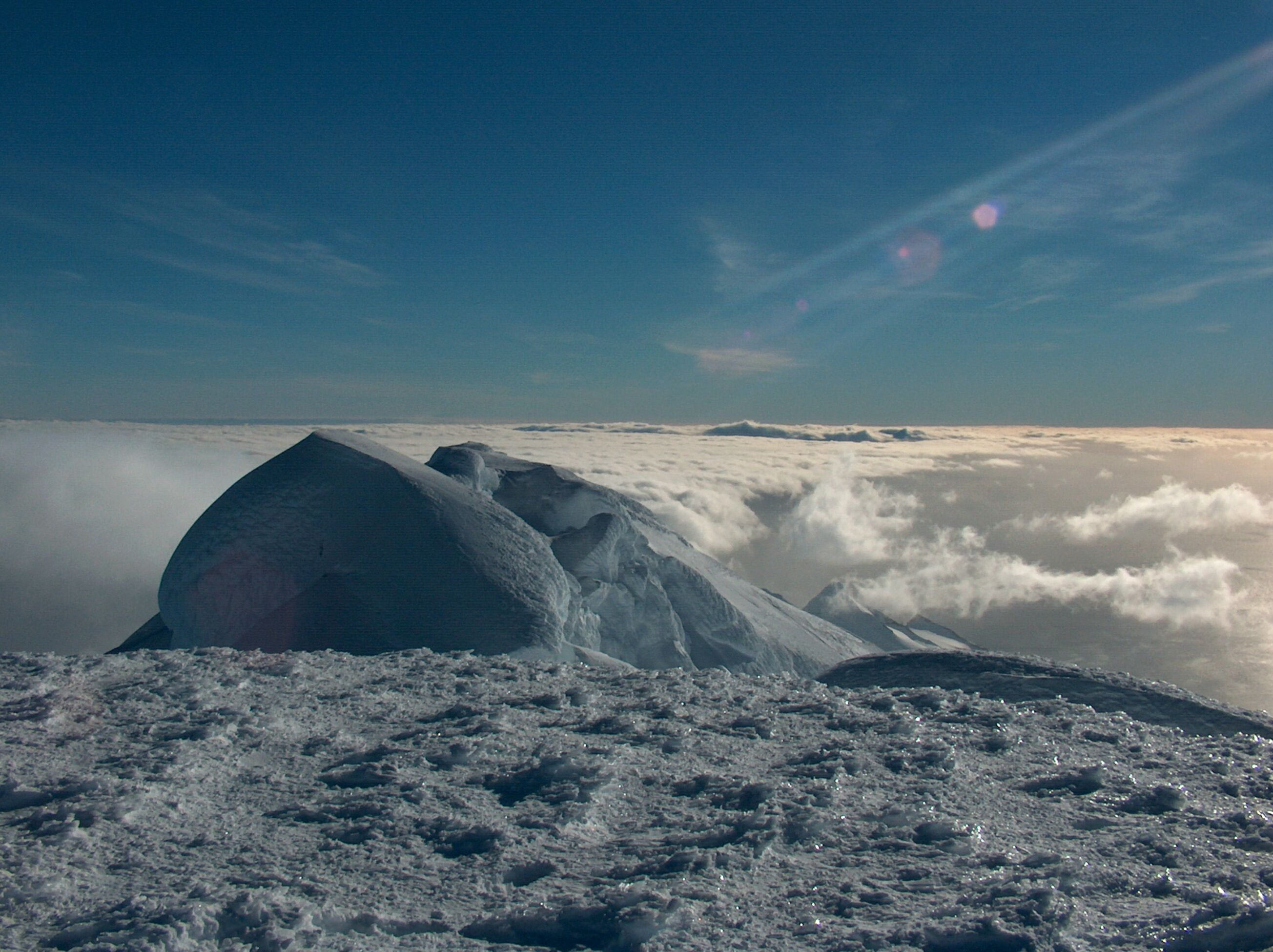

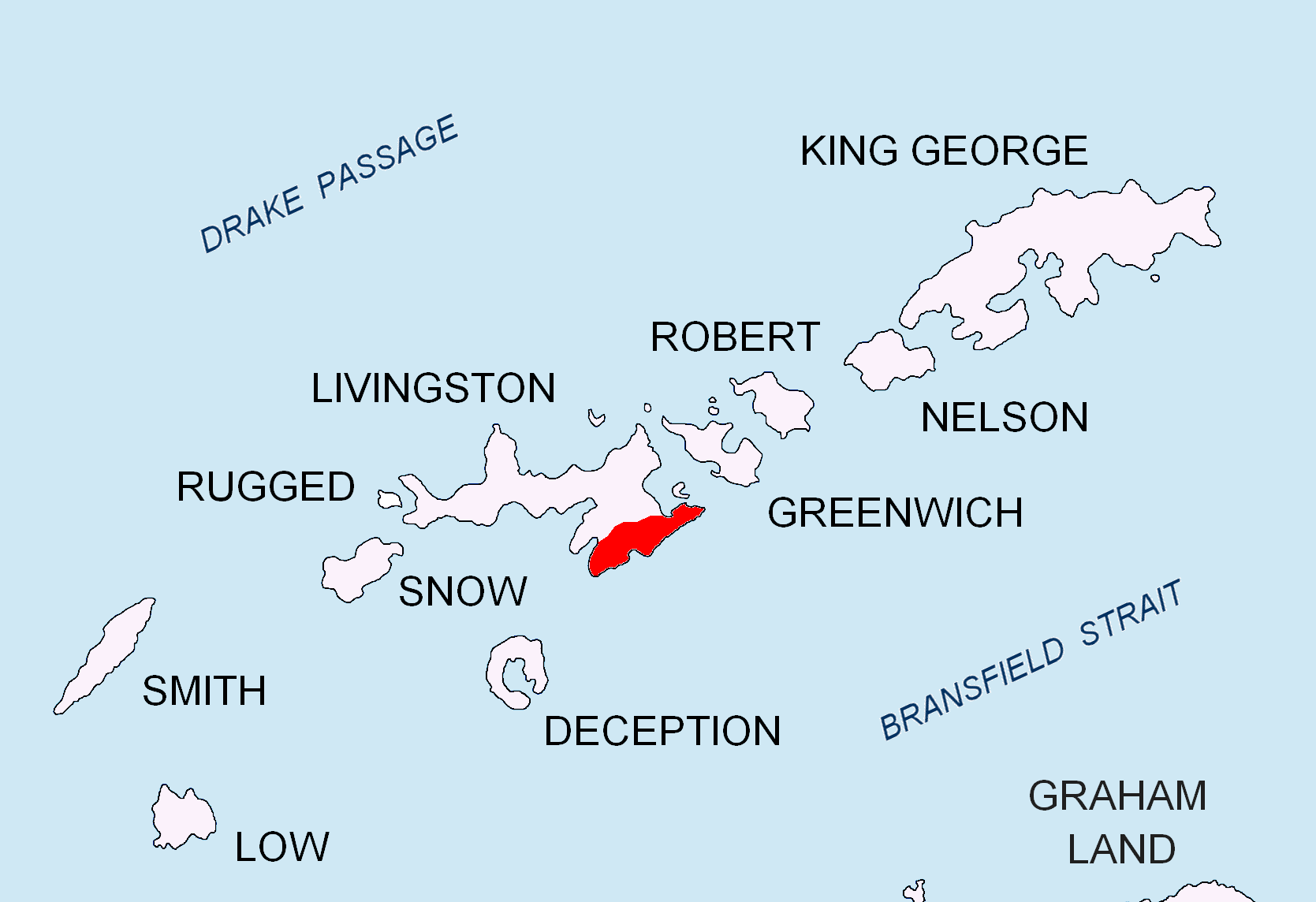

聖博里斯峰是南極洲的山峰，位於南設得蘭群島的利文斯頓島，屬於騰格里山脈中弗里斯蘭嶺的一部分，處於錫米恩峰東北面1.86公里和維蘭冰原島峰東南面4.89公里，海拔高度1,665米。

## 外部連結
- SCAR Composite Gazetteer of Antarctica （页面存档备份，存于）.
- L. Ivanov and N. Ivanova. The World of Antarctica. （页面存档备份，存于） Generis Publishing, 2022. 241 pp. ISBN 979-8-88676-403-1